# 오탁근
오탁근(吳鐸根, 1921년 6월 12일~2013년 9월 15일, 경북 의성)은  제4공화국 검찰총장과 제5공화국 법무부 장관을 지낸 대한민국의 법조인이다. 본관은 해주.
1921년 6월 12일 경상북도 의성군에서 태어났다. 경북고등학교를 졸업하고 일제강점기 말기에 일본 메이지 대학교 법학부를 졸업했다. 검사로 근무하다가 5·16 군사정변 이후 중앙정보부가 개설될 때 차장보로 기용되었고, 국가재건최고회의에도 자문위원으로 참여했다. 제3공화국 법무부 차관과 제4공화국 검찰총장을 지냈으며, 12·12 군사 반란 신군부에 의해 임명되어 이듬해까지 제29대, 제30대 법무부 장관을 역임했다.  
법무부 장관으로 재직할 때인 1980년 12월 11일 특별담화를 통해 "정부는 새 시대를 맞이하여 반공법 및 계엄법 위반으로 복역 중인 자 중에서 특히 개전의 정이 현저하다고 인정되는 김지하 박종태 등 8명에 대해 형집행정지를 결정한다"고 하면서 "이번 조치는 국민화합의 차원에서 관용의 정신으로 폭넓게 포용하여 새 시대 민주복지 국가건설에 동참할 수 있는 기회를 부여하기 위한 것"이라고 했다.
공직에서 물러난 이후 한국가스공사 이사장을 맡기도 했으며 여의도합동법률사무소 대표변호사를 지냈다.

## 학력
- 1939년 경북고등학교 졸업(21회)
- 1944년 메이지대학교 법학 학사
- 1984년 머시 대학교 법학 명예박사

## 경력
- 1949년: 검사보임용고시 합격
- 1950년: 대구지방검찰청 · 서울중앙지방검찰청 검사
- 1956년: 부산지검,서울지검 부장검사
- 1961년: 광주지검 차장검사
- 1962년: 중앙정보부 차장보
- 1963년: 국가재건최고회의 문사교체위원회 자문위원
- 1964년: 서울고검 차장검사
- 1965년: 대검찰청 검사
- 1968년: 서울지검 검사장
- 1969년: 법무부 차관
- 1970년: 한일회담 정부수석대표
- 1971년: 대구고등검찰청 검사장
- 1976년 12월 ~ 1980년 5월: 제15대 대검찰청 검찰총장
- 1980년: 제29대 법무부 장관
- 1981년: 제30대 법무부 장관
- 1984년: 한국가스공사 이사장
- 1985년: 여의도합동법률사무소 대표